# 农神节

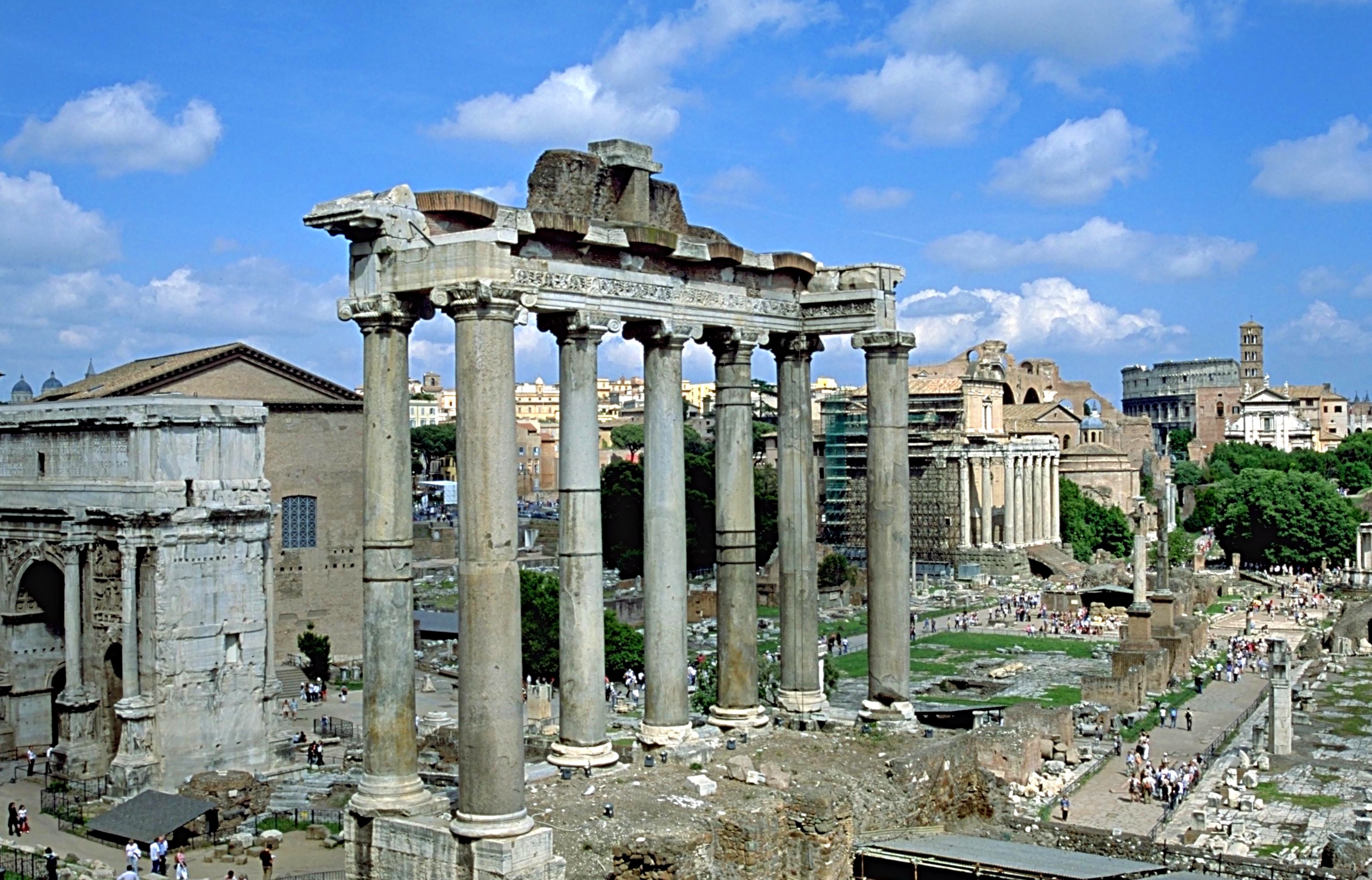
古罗马城中心的农神庙遗迹

农神节或萨图尔纳利亚（拉丁語：Saturnalia）是古罗马是古罗马一个重要的年末节日的大型节日，通常在12月17日至12月24日间举行，以祭祀农神。古羅馬廣場农神庙内有由罗马皇帝主持的隆重的祭祀活动，祭祀罗马农神萨图尔努斯（Saturnus）。一些历史学家认为罗马帝国被基督化后，农神节的许多习俗被转用于圣诞节。例如圣诞树来自于农神节的丰收树。节日期间的活动包括农神庙的兽祭，广场上的大型公共宴会以及欢会，和礼物的馈赠。农神节类似于中国的庙会。

## 参阅
- 萨图尔努斯
- 圣诞节
- 冬至